# Abigail Hardingham
Abigail Hardingham (nacida alrededor de 1991) es una actriz británica. Los papeles de Hardingham incluyen a Alice Webster en el drama de la BBC The Missing (2016) y Holly en la película de comedia de terror británica Nina Forever. En 2015, Hardingham recibió el premio al "Revelación más prometedora" de los British Independent Película Awards. 

## Primeros años y educación
El padrastro de Hardingham está en la Royal Air Force y cuando era niña, su familia estuvo destinada en Alemania, donde ella vivió durante tres años. Ella se llama a sí misma una "mocosa militar". Hardingham le expresó a su madre, a los diez años, que quería intentar actuar. Su madre la inscribió en un club de actuación, lo que resultó en que Hardingham contratara a un agente. Su primer trabajo como actriz fue cuando tenía once años.  Hardingham vivía en High Wycombe y cuando tenía dieciséis años se mudó a Londres para poder seguir su carrera como actriz.

## Carrera
En 2015, Hardingham fue nombrado "Revelación más prometedora" por los British Independent Película Awards.

## Películaografía
| Año       | Título                            | Papel                                   | Notas                            |
| --------- | --------------------------------- | --------------------------------------- | -------------------------------- |
| 2009      | Freak                             | Heather                                 | 16 episodios                     |
| 2011      | The Sparticle Mystery             | Kat                                     | 13 episodios                     |
| 2011      | Gary and Gail                     | Gail                                    | Cortometraje                     |
| 2011      | Waterloo Road                     | Andi O'Donnell                          | 1 episode                        |
| 2011–2016 | Silent Witness                    | Sarah Begovic / Catherine 'Cats' Felton | 4 episodios                      |
| 2012      | In the Back                       | Bailey                                  | Cortometraje                     |
| 2012      | Cardinal Burns                    | Zooey                                   | 1 episode                        |
| 2012      | Lewis                             | Jessica Lake                            | 1 episode                        |
| 2012      | Doctors                           | Kristy Spalding                         | 1 episode                        |
| 2012      | Spy                               | Chica en la discoteca                   | 1 episode                        |
| 2013      | Holby City                        | Claudia O'Keefe                         | 1 episode                        |
| 2013      | Hollyoaks Later                   | Cabo Taylor Wells                       | 5 episodios                      |
| 2015      | Obsession: Dark Desires           | Rose Ryan                               | 1 episode                        |
| 2015      | Broadchurch                       | Madeline                                | 1 episode                        |
| 2015      | Nina Forever                      | Holly                                   | Película                         |
| 2015      | Sealed with a Kiss                | Flo                                     | Cortometraje                     |
| 2016      | Sasquatch                         | Mel                                     | Película                         |
| 2016      | Angel of Decay                    | Liz                                     | Película                         |
| 2016      | The Missing                       | Alice Webster                           | 8 episodios                      |
| 2016      | Silent Witness                    | Sarah Begovic                           | “Flight: Parts 1 and 2” T19:E3&4 |
| 2017      | Will                              | Moll                                    | 9 episodios                      |
| 2018      | 12 Monos                          | Emma                                    | 2 episodios                      |
| 2018      | The Innocents                     | Kam                                     | 5 episodios                      |
| 2019      | Casualty                          | Effie Laurence                          | Recurring role                   |
| 2021      | Who Pressed Mute on Uncle Marcus? | Abby                                    | Videojuego                       |